# Hörbuch

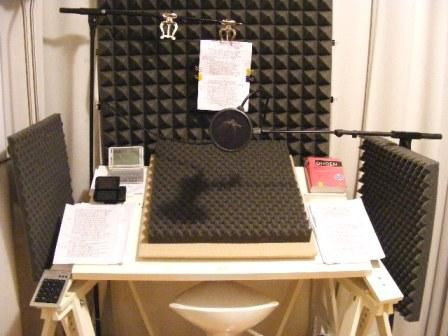
Beispiel eines Aufnahmeplatzes für professionelle Lesungen

Hörbuch (auch Audiobuch) bezeichnet die eigenständige Veröffentlichung gesprochener Inhalte auf Tonträgern (CD, Schallplatte, Kassette) oder im Internet (Download, Stream). Der Begriff wird oft auf Lesungen existierender Buchtexte verengt, umfasst aber genauso Hörspiele, Features oder Audioguides. Hörbuchverlage, Rundfunkanstalten und auch Blindenbüchereien produzieren und verkaufen Hörbücher.

## Geschichte
Die Bezeichnung des Mediums geht auf die erste, 1954 bei der Deutschen Blindenstudienanstalt gegründete Blindenhörbücherei in Marburg zurück. Das Hörbild an sich war, auf Tonwalzen oder Wachsplatten gespeichert, bereits Ende des 19. Jahrhunderts entstanden. So inszenierte man 1890 unter dem Titel Die Beschießung von Paris ein zwei Minuten langes Hörbild des Deutsch-Französischen Kriegs. Die Aufzeichnung enthielt neben Marschmusik militärische Kommandos und Schlachtengeräusche. Bereits damals gab es Aufnahmen von Spielszenen, kurzen Lesungen oder humoristischen Einlagen.
Die Entwicklung des Phonographen sowie die ersten marktfähigen Schallplatten von Emil Berliner veränderten die Medienlandschaft zu Beginn des 20. Jahrhunderts (gemeinsam mit der Erfindung des Films und des Radios) enorm. In den 1920er-Jahren entwickelte sich bald ein Publikum für Tonaufzeichnungen, woraufhin die Schallplattenfirmen neben Musikern auch Schriftsteller und Kabarettisten unter Vertrag nahmen. Dichterlesungen von Thomas Mann oder Erich Kästner waren nun nicht mehr an einen Ort oder eine bestimmte Zeit gebunden – man konnte sie zu Hause zu jeder Zeit und beliebig hören.
Nach dem Zweiten Weltkrieg produzierte die Deutsche Grammophon erste Hörbücher. In Zusammenarbeit mit dem Theater entstand 1954 Goethes Faust I. Es folgten Schillers Kabale und Liebe, Jedermann von Hugo von Hofmannsthal und Samuel Becketts Das letzte Band. Außerdem veröffentlichte das Münchner Tonstudio ZASTA die Reihe Tönende Bücher. Die Umsatzbeteiligung am Buchmarkt war aber auch in den folgenden Jahrzehnten noch gering.
1972 kam es zur ersten Kooperation mit den Rundfunkanstalten, die den Hörbuch- bzw. Hörspielproduktionen beachtliche Quellen an Archivaufnahmen zur Verfügung stellen konnten. Die avantgardistischen Hörbuchreihen der Deutschen Grammophon, des Luchterhand Verlags und der ARD scheiterten wegen finanziellen Misserfolgs, legten aber für das Zusammenwirken von Plattenfirmen, Buchverlagen und Rundfunkanstalten den entscheidenden Grundstein.
Ende der 1970er-Jahre löste die Hörkassette die Sprechplatte als Trägermedium ab. Aber auch in den 1980er-Jahren war der Markt noch nicht reif für Hörbucheditionen und so musste u. a. die 1987 gegründete Reihe des Rowohlt Verlags, Literatur für Kopfhörer, eingestellt werden. Zwar hatte Erich Schumm den ersten reinen Hörbuchverlag in Deutschland, der heute Steinbach sprechende Bücher heißt, bereits 1978 gegründet, doch erst ab 1990 gelang es dem Goldmann Verlag zusammen mit dem WDR, Krimihörspiele in einer Auflage von bis zu 30.000 Exemplaren zu veröffentlichen und dem Hörbuch den lang erhofften Durchbruch zu verschaffen. Beim CD-Vertrieb werden heute immer öfter zu den Audio-CDs zusätzliche Datenträger mit MP3-Fassungen der Hörbücher beigelegt, um das Abspielen am Computer und die Übertragung auf tragbare Abspielgeräte zu erleichtern.
In der Folge entstanden immer mehr Kleinverlage, die sich nun auch kunstvollen Produktionen erfolgreich widmen konnten. Mitte der 1990er-Jahre ersetzte die CD die Hörkassette als Tonträger. 1993 schlossen sich mehrere bekannte belletristische Verlage zusammen (unter anderem Suhrkamp, Hanser, Rowohlt) und gründeten den Hörverlag (DHV) in München, der mit einem Jahresumsatz von 16 Mio. Euro (2005) neben dem Berliner Audioverlag (DAV) die führende Position innerhalb der Hörbuchverlage einnimmt.
Gerade bei den großen Verlagen besteht die Tendenz, das Hörbuch als reine Zweitverwertung, im Sinne des Merchandising zu verstehen. Die wird damit begründet, dass die Werbeetats der Verlage nicht ausreichen, um ein Produkt allein als Hörbuch zu bewerben. Aufwändige Produktionen, die über eine reine Lesung hinausgehen, kommen daher in der Regel nur als Übernahmen aus den Rundfunkanstalten ins Programm.
Hörbuch-Autoren können Hörbücher auch auf Anforderung bzw. in Kleinst-Serien (unter 10 Stück) im Selbstverlag verlegen. Auch diese Hörbücher sind auf allen Plattformen online sowie im klassischen Buchhandel erhältlich.

## Gattungen
Bei einem Hörbuch können acht Gattungen unterschieden werden. Dazu zählt das Hörbuch allgemein, das Sach-Hörbuch, das Lehr-Hörbuch, der Podcast, das Feature, der Audioguide und der Live-Mitschnitt.
- Das Hörbuch im Allgemeinen ist in der Regel eine Lesung und dient so der Unterhaltung.
- Ein Sach-Hörbuch ist sehr oft eine Lesung, die auch phasenweise Dialoge enthalten kann. Ein Sach-Hörbuch dient in der Regel zur Information und zur Unterhaltung.
- Ein Lehr-Hörbuch basiert auf einem Drehbuch mit Lernmethodik. Lehr-Hörbücher enthalten zeitlich begrenzte Monologe, Dialoge, Trialoge und Gesprächsszenen. Sie dienen zur Aus- und Weiterbildung.
- Der Podcast ist in der Regel eine Lesung. Ab und an nutzt der Podcast auch Dialoge als gestalterisches Mittel. Er dient hauptsächlich zur Kurzinformation.
- Ein Feature ist in der Regel eine Lesung mit Dokumentarcharakter. Dadurch dient er hauptsächlich zur Information und trägt auch zur Unterhaltung bei.
- Ein Audioguide ist eine Lesung, die auch Dialoge enthalten können. Audioguides dienen hauptsächlich zur Information.
- Der Live-Mitschnitt ist eine Lesung zum Teil auch mit Dialogen und dient zur Information oder Unterhaltung.

## Gestalterische Elemente
Die verschiedenen Produktionsformen eines Hörbuches unterscheiden sich durch sieben verschiedene gestalterische Elemente. Dies sind die Sprache, der Text, die integrierten Geräusche, die Musik, Grafiken oder Zeichnungen, Bilder oder Videos sowie Tabellen und Formeln.
Bei der Sprache ist zu beachten, ob ein oder mehrere Sprecher beteiligt sind, auf die Stimmlagen, ob männlicher Sprecher oder weibliche Sprecherin, ob Laien-Sprecher, ausgebildeter Sprecher/Moderator oder Schauspieler, auf die Integration von Sprachgefühlen und Emotionen sowie auf die Betonung.
Der Text ist das Verbindungsglied zwischen Inhalt, Hören und Verstehen des Textes. Es ist abhängig von der Produktionsform, ob eine Kürzung sinnvoll ist oder nicht. So spricht für eine Kürzung immer dann, wenn kurz und präzise informiert bzw. gelernt oder gelehrt werden soll. Gegen eine Kürzung sprechen die Produktionsformen, die auf Grundlage eines Buches einzig/ausschließlich unterhalten wollen. Hörbücher im DAISY-Format bieten grundsätzlich die Möglichkeit des Hörens und des Mitlesens des Textes.
Geräusche dienen bei Hörbüchern als Träger der Verknüpfung. Jeder hörende Mensch kennt zum Beispiel Geräusche aus dem Park, Straßenlärm, einem Handy, von einem Flugzeug oder von einem Öffnen einer Tür. Dadurch stellt das menschliche Gehirn Verknüpfungen zu bereits bekannten Erlebnissen her, welche für einen Hörbuchtext sehr gut genutzt werden können.
Die Integration von Musik in einem Hörbuch kann zum Beispiel Emotionen beim Hörer auslösen oder zur deutlichen Erkennung eines neuen Abschnittes beitragen.
Es ist möglich, eine Vielzahl von Grafiken oder Zeichnungen zu beschreiben und so in einem Hörbuch als Text zu integrieren. Jedoch lässt sich so manches nur sehr kompliziert beschreiben und so dient dann das beigefügte Booklet zur Darstellung der Grafik oder Zeichnung. In einem Hörbuch im DAISY-Format sind Grafiken und Zeichnungen integrierbar.
Bilder und Videos können nicht Bestandteil eines Hörbuches im Audio- bzw. mp3-Format sein. Bilder lassen sich nur in einem Hörbuch im DAISY-Format einfügen. Für Bilder müssen also die Booklets der Hörbücher genutzt werden.
Bei Tabellen und Formeln gestaltet sich die Realisierung in einem Hörbuch ähnlich wie bei Grafiken und Zeichnungen. Sie können beschrieben werden. In der Regel ist dies auch nicht so kompliziert, wie bei Grafiken oder Zeichnungen. Daher können sie sowohl im Text des Hörbuches als auch im Booklet enthalten sein. Auch bei den Tabellen und Formeln zeigt sich der Vorteil des DAISY-Formates, denn in Hörbüchern, die dieses Format nutzen, können Tabellen und Formeln integriert werden, die dann auch zum Lesen zur Verfügung stehen.
Einen Nachteil hat aber das DAISY-Format. Um es auf einem PC oder Laptop nutzen zu können, muss eine spezielle Software installiert werden.

## Kürzungsproblematik
Auf CD vertriebene Hörbücher sind wegen der beschränkten Speicherkapazität des Mediums meist erheblich gekürzte Lesungen des Originalwerkes. Darauf wird auf den Hörbüchern nur sehr vage hingewiesen. Eine erste wissenschaftliche Untersuchung des Kürzungsvorgangs und seiner Methodik wurde im Jahre 2009 durchgeführt. Als Download angebotene Titel haben bei komprimiertem Audioformat aufgrund der geringeren Dateigröße weniger Kapazitätsbeschränkungen, weshalb auf dem Download-Markt eine größere Anzahl ungekürzter Hörbücher verfügbar ist.

## Marktentwicklung
Nachdem das Hörbuch lange Zeit eine Domäne des Schallplattenhandels war, konnte sich die Verlagsbranche seit Beginn der 1990er-Jahre in gewaltigem Umfang am Vertrieb des Mediums beteiligen. Diverse Hörbuchverlage entstanden. Mittlerweile legen viele Buchverlage Wert darauf, an einer Hörbuchreihe beteiligt zu sein oder eine eigene Produktion zu starten. Das Internet hat auch die Vertriebswege für auditive Kommunikationsmittel verändert. Verlage richten Portale ein, die gewünschte „Bücher“ direkt auf den MP3-Player herunterladen lassen. Allerdings befürchten die Verlage, wie auch die Musik- und Filmunternehmen, eine illegale Verbreitung ihrer Werke. 2005 gründeten die Arbeitskreise Hörbuchverlage und Elektronisches Publizieren im Börsenverein des Deutschen Buchhandels die AG Piraterie, um gegen Urheberrechtsverletzer im Internet vorzugehen.
Die Projekte, bis Anfang der 1990er-Jahre überwiegend Kinder- und Jugendliteratur, bedienen jegliches Genre. Neben der anspruchsvollen Autorenlesung hat auch ein exotisches Lexikon der überflüssigen Dinge einen Markt. In den USA und Großbritannien sind mittlerweile auch batteriebetriebene Hörbücher mit Abspielfunktion und Kopfhörern auf dem Markt, wobei die Audiodateien kopiergeschützt sind. Besonders große Erfolge werden mit Texten erzielt, die eine bekannte Persönlichkeit vorträgt.
2013 wurden in Deutschland über 14 Millionen Hörbücher auf CD verkauft. Hörbücher unterliegen wie Druckwerke ab dem 1. Januar 2015 dem ermäßigten Mehrwertsteuersatz.

### Downloadmarkt
Der Verband Bitkom sieht das Herunterladen als rasant wachsenden Nischenmarkt für Hörbücher. Beispielsweise für das Jahr 2007 erwartete man 20 Prozent Wachstum. Die Ende 2004 eingerichtete Download-Plattform audible.de hatte ihren Umsatz von 2005 auf 2006 verdreifacht, verkaufte 2007 das millionste Hörbuch und bot 2010 nach eigenen Aussagen über 40.000 Hörbücher, darunter eine Reihe exklusiv vertriebene ungekürzte Fassungen, an. Anfang 2018 ist Google mit Google Play ins Geschäft eingestiegen.
Neben audible.de, Google Play Store, iTunes Store und Napster liefern auch einige kleinere Plattformen Hörbücher, wie etwa soforthoeren.de mit 4000 DRM-freien Titeln (Stand: Juni 2008), Vorleser.net mit etwa 550 (Stand Juni 2010) oder skyTuner.net (hit-tuner.net) mit ca. 600 kostenlosen Hörbüchern (Stand: Mai 2014), diese konnten bisher aber keine Marktrelevanz erreichen. Auch der Direktvertrieb über die Verlagswebseiten gewinnt im Downloadbereich an Relevanz.
Besonders Psychothriller und Fantasy, auch Sachbücher sind – und zwar überwiegend von Männern – gefragter als im stationären Handel.
Besonders anwenderfreundlich sind Anbieter, die Hörbücher als MP3-Datei oder alternativ einen entsprechenden Player anbieten. Oftmals liegt die Spielzeit eines Hörbuchs bei mehreren Stunden. Speziell für Hörbücher entwickelte Apps ermöglichen es, die Wiedergabe bei Pausen und Unterbrechungen genau an der zuletzt abgespielten Position wieder aufzunehmen.

## Hörbüchereien
Besonders blinde oder sehbehinderte Menschen sind auf „gesprochene Bücher“ angewiesen. Seit 1954 stellen Hörbüchereien einem geschlossenen Benutzerkreis Hörbücher beziehungsweise Hörspiele zur Verfügung. Die Aufnahme solcher Texte muss sprechkünstlerisch an die Bedürfnisse von Blinden angeglichen und auch von qualifizierten Sprechern und Tontechnikern ausgeführt werden. Besonders Altersblinde, die die Blindenschrift-Fähigkeit nicht mehr erlernt haben oder Lesebehinderte, denen es schwerfällt, ein gedrucktes Buch selbstständig zu handhaben, kommen als Nutzer dieser Bibliotheken in Frage.

## Auszeichnungen
Seit 1997 veröffentlicht hr2, das Kulturprogramm des Hessischen Rundfunks (hr), monatlich die Hörbuchbestenliste. Eine Jury aus Persönlichkeiten des kulturellen Lebens wählt jeweils unter den Neuerscheinungen diejenigen aus, die sie für besonders hörenswert hält. Zum Jahresende mündet diese Auswahlliste in die Bekanntgabe eines Hörbuch des Jahres. Monatlich ausgezeichnet werden sowohl Hörbücher für Erwachsene als auch für Kinder. Ähnlich wie vergleichbare „Bestenlisten“ für Druckwerke soll auch die Hörbuchbestenliste potentiellen Käufern von „Literatur für die Ohren“ eine bessere Übersicht über qualitätsvolle Produktionen ermöglichen. Eine weitere bekannte Auszeichnung ist der Deutsche Hörbuchpreis, den der WDR seit 2003 verleiht.
Seit Januar 2008 gibt es, den vom Bundesverband Musikindustrie eingeführten Hörbuch-Award. Er wird für 100.000 verkaufte Hörbücher verliehen.
Zu den bedeutendsten Auszeichnungen, die für Hörbücher im englischsprachigen Raum verliehen werden, zählen die Audie Awards (seit 1996).

## Sonstiges
- In Zusammenarbeit mit dem hr läuft auch als Hörbuch im Zug ein monatlich wechselndes Programm, das sich unter anderem an Jahreszeiten oder Weihnachten orientiert (bisweilen sogar rollender Uraufführungssalon ist): Geschichten in 15–20 Minuten-Portionen (wegen der mittleren Zugverweildauer von 1,5 Stunden).
- Vom Hörbuch abzugrenzen ist die Hörzeitung
- Abgeleitet vom Begriff „Taschenbuch“ wurde 2009 von führenden Hörbuchverlagen der Ausdruck „Taschenhörbuch“ geprägt, um die Ähnlichkeit der Verwertungskette eines Hörbuchs mit der eines gedruckten Buches hervorzuheben.[11]